# Oreogrammitis caespitosa
Oreogrammitis caespitosa är en stensöteväxtart som först beskrevs av Bl., och fick sitt nu gällande namn av Barbara S. Parris. Oreogrammitis caespitosa ingår i släktet Oreogrammitis och familjen Polypodiaceae. Inga underarter finns listade.